# Iglesia de San Martín (Acrise)
La Iglesia de San Martín es una iglesia anglicana en el pueblo y parroquia de Acrise, en el condado de Kent (Inglaterra). Su origen se remonta a la época normanda, y fue designada un edificio catalogado de Grado I en 1966.

## Historia y arquitectura
El presbiterio inferior y la nave son de la época normanda, construidas con piedra de sílex y piedra de hierro con aderezos de Caen. En el presbiterio, los contornos de una ventana sur y la puerta de un sacerdote son visibles, y una ventana norte bloqueada está presente en la nave. La puerta oeste data del siglo XIII. El presbiterido fue alargado alrededor de 1300, y contiene una ventana este de dos luces mutilada. Las grandes ventanas de cabeza redonda en otras partes de la iglesia son del siglo XVIII, al igual que el porche de ladrillo a cuadros. El campanario oeste y la aguja cansada fueron rehechos después de 1922. Los contrafuertes del oeste son de altura completa, y se remontan al siglo XIX. El arco del presbitecimiento contiene ejes de impostura que mueren a mitad de camino hacia abajo, así como un arco puntiagudo que está hecho de piedras reutilizadas talladas con asediado del siglo XII. Los techos del presbiterio y la nave tienen postes de corona. La galería oeste es profunda, con balaustres girados y armas reales talladas y doradas de Guillermo y María. El banco señorial en el lado sur de la iglesia contiene una mesa fechada en 1758, así como pequeñas sillas de escolares del siglo XVIII. El presbitecimiento fue restaurado en el siglo XIX, que es más visible en el extremo este.

## Vidrio y monumentos
San Martín muestra dos vidrieras notables; la primera es una grisalla con bordes de colores, construida en 1855 por Powell. El segundo es el del Buen Pastor y Luz del Mundo, construido en 1897 por Heaton, Butler y Bayne e instalado en el presbitelio este. Los monumentos en la iglesia incluyen el de Mary Heyman (fallecida en 1601, en latón de 28 pulgadas con una cabeza dañada; Ann Papillon (fallecida en 1693) y su hija Ann (fallecida en 1694), presentadas en una cartela colocada sobre el banco de la familia, y firmadas por Joseph Helby; y William Turner (fallecido en 1729), presentado en una larga tablilla.